# Popular Computing Weekly
Popular Computing Weekly était un magazine informatique au Royaume-Uni publié de 1982 à 1990. On l'appelait parfois PCW (bien que cette abréviation soit plus communément associée au magazine Personal Computer World).

## Vue d'ensemble
Le magazine a été publié pour la première fois le 23 avril 1982. Les sujets traités était générale, couvrant les logiciels de jeux, d'affaires et de productivité. La société fondatrice était Sunshine Publications basée à Londres et l'éditeur de lancement était Duncan Scot. En 1989, il a incorporé Computer Gamesweek.
Il était remarqué pour être le seul hebdomadaire national d'informatique du Royaume-Uni à l'époque et pour sa dernière page dominée par une publicité sous forme de bande dessinée, Piman, de la société Automata UK entre les années 1983 et 1986.
Une autre caractéristique remarquable des premières éditions était les illustrations de haute qualité sur les couvertures de magazines. Celles-ci avaient disparu en 1983.